# Ubóstwo względne
Ubóstwo względne – rodzaj ubóstwa określanego w odniesieniu do przeciętnego poziomu życia w danym państwie, mierzonego na ogół wysokością przeciętnych dochodów (wydatków). 
W tym pojęciu (relatywnym, względnym), w przeciwieństwie do pojęcia ubóstwa absolutnego (bezwzględnego), kładzie się nacisk nie tyle na bezwzględną wysokość dochodu ale na poziom nierówności, tj. dystans pomiędzy poziomem życia określonych grup ludności, który wynika z wysokości dochodu. Zwolennicy podejścia względnego upatrują przyczyn ubóstwa przede wszystkim w funkcjonowaniu systemu społeczno-ekonomicznego. Na pierwszym miejscu wśród jego przyczyn wymieniają bezrobocie jako zjawisko niezależne od ubogich. Na drugim miejscu są niskie płace występujące w pewnych zawodach, regionach czy w stosunku do niektórych dyskryminowanych grup ludności. Brak odpowiedniego dochodu wynikającego z okoliczności niezależnych od świadomości i woli ubogich jest pierwotną przyczyną ubóstwa.